# Bitwa pod Ilerdą
Bitwa pod Ilerdą – starcie zbrojne, które miało miejsce w trakcie wojny optymatów z popularami w roku 49 p.n.e.
Pozostawiwszy swoich dowódców (Treboniusza i Brutusa) pod Massalią, Cezar skierował się do Hiszpanii na czele 900 ludzi jazdy, gdzie znajdowały się już jego siły pod wodzą Fabiusza. Łącznie liczba wojsk cezarian wynosiła tu 25 000 żołnierzy. Zwolennicy Pompejusza Lucjusz Afraniusz i Marek Petrejusz rozlokowali swoje siły w okolicy Ilerdy, naprzeciwko której Cezar rozbił swój obóz. Obie armie rozdzielała rzeka Segre. Wkrótce Cezar zarządził przeniesienie obozu bliżej miasta, chcąc odciąć przeciwnika od zapasów dostarczanych pompejańczykom z Ilerdy. W związku z tym skierował swoje wojska na wzgórze pomiędzy miastem a obozem Petrejusza i Afraniusza. Pompejańczycy zorientowali się jednak w sytuacji, wysyłając swoje oddziały na wzgórze. W wyniku zażartej kilkugodzinnej bitwy wojska Cezara zostały wyparte z zajmowanego stanowiska. Straty Cezarian wyniosły 70 zabitych i 600 rannych, pompejańczycy stracili 200 zabitych.  
Kilka dni później wojska Cezara odzyskały zdolności manewrowe i zaopatrzeniowe. Po wyczerpaniu się zapasów w Ilerdzie, Afraniusz i Petrejusz pozostawiając w mieście niewielki garnizon, opuścili z resztą wojska Ilerdę, kierując się ku dolinie rzeki Ebro. Podczas marszu natknęli się na oddziały Cezara, które po zaciętej walce odparły przeciwnika. Pompejańczycy zawrócili wówczas, jednak nad rzeką Sikoris zostali ponownie okrążeni. W tej sytuacji Afraniusz i Petrejusz podpisali 2 sierpnia kapitulację, która umożliwiła im swobodny powrót do kraju. W październiku 49 p.n.e. Cezar powrócił pod Massalię, gdzie przyjął kapitulację obrońców miasta.